# Tall Fuchchar
Tall Fuchchar (arab. تل فخار) – wieś w Syrii, w muhafazie Idlib. W 2004 roku liczyła 1017 mieszkańców.